# Арменія (Колумбія)
Арменія (ісп. Armenia) — місто, розташоване в Колумбії. Столиця департаменту Кіндіо. 25 січня 1999 року значна частина міста була зруйнована землетрусом магнітудою 6,2 бали. Загинуло 1230 осіб, близько 200 000 залишилося без даху над головою.

## Історія
Колумбійське місто Арменія отримало своє ім'я в 1880 році за назвою одного з маєтків, власниками якого були вірмени, які приїхали в Південну Америку. Статус міста поселення отримало через дев'ять років після свого заснування. Число жителів швидко збільшувалося, і влада 14 жовтня 1889 року визнала Арменію справжнім містом. Спочатку нове місто було названо Вілла Ольгин (ісп. Villa Holguín — на честь чинного тоді президента, Карлоса Ольгін Мальяріно), але під враженням облетівшої весь світ звістки про геноцид вірмен в Туреччині 1894-97рр. (Гамідійська різанина) місто перейменували в Арменія.
Початок світового кавового буму особливо посприяв Арменії — наймолодша з усіх столиць колумбійських департаментів є центром економічно найблагополучнішого регіону країни. Цілорічний помірний м'який теплий клімат створює ідеальні умови для вирощування в цьому регіоні елітних сортів кави. Не випадково Арменію називають «кавовою столицею» Колумбії (Capital cafetera).

## Клімат
Місто знаходиться у зоні, котра характеризується вологим тропічним кліматом. Найтепліший місяць — лютий із середньою температурою 22.2 °C (72 °F). Найхолодніший місяць — жовтень, із середньою температурою 21.8 °С (71.2 °F).
| Клімат Арменії          | Клімат Арменії | Клімат Арменії | Клімат Арменії | Клімат Арменії | Клімат Арменії | Клімат Арменії | Клімат Арменії | Клімат Арменії | Клімат Арменії | Клімат Арменії | Клімат Арменії | Клімат Арменії | Клімат Арменії |
| Показник                | Січ.           | Лют.           | Бер.           | Квіт.          | Трав.          | Черв.          | Лип.           | Серп.          | Вер.           | Жовт.          | Лист.          | Груд.          | Рік            |
| Середній максимум, °C   | 28,1           | 28,2           | 28             | 27,6           | 27,2           | 27,5           | 28,1           | 28,3           | 27,8           | 27,2           | 27,7           | 27,5           | 27,8           |
| Середня температура, °C | 22,1           | 22,2           | 22,1           | 22,1           | 22             | 22             | 22,1           | 22,1           | 21,9           | 21,8           | 22,1           | 22             | 22             |
| Середній мінімум, °C    | 16,1           | 16,2           | 16,3           | 16,6           | 16,8           | 16,5           | 16,1           | 16             | 16,1           | 16,3           | 16,4           | 16,5           | 16,3           |
| Норма опадів, мм        | 138            | 156            | 202            | 256            | 222            | 136            | 99             | 111            | 180            | 246            | 256            | 168            | 2170           |
| Днів з опадами          | 12             | 12             | 15             | 18             | 18             | 14             | 11             | 11             | 16             | 19             | 18             | 14             | 178            |
| ----------------------- | -------------- | -------------- | -------------- | -------------- | -------------- | -------------- | -------------- | -------------- | -------------- | -------------- | -------------- | -------------- | -------------- |
| Джерело: Weatherbase    |                |                |                |                |                |                |                |                |                |                |                |                |                |